# Noll stjärnor
Noll stjärnor är ett svenskt TV-program som hade premiär den 26 mars 2025 på Kanal 5 och Max med Erik Haag och Lotta Lundgren som programledare. Serien är producerad av Jarowskij och formatet är baserat på förlagor i Norge och Danmark.

## Handling
I serien besöker Erik Haag och Lotta Lundgren hotell och restauranger runt om i världen som fått de sämsta recensionerna, det vill säga noll stjärnor i betyg för att bland annat ta reda på hur dåliga rummen är på ett nollstjärnigt hotell.